# Świecie (Basse-Silésie)
Pour l’article homonyme, voir Świecie.
Świecie est une localité polonaise de la gmina de Leśna, située dans le powiat de Lubań en voïvodie de Basse-Silésie.